# Piero della Francesca
Piero della Francesca (rodným jménem Benedetto de' Franceschi známý i jako Pietro Borghese, 1410 až 1420, Borgo San Sepolcro v Umbrii – 12. října 1492, Borgo San Sepolcro) byl italský renesanční malíř, teoretik umění a matematik.

## Život
Životopis Piera della Francesca obsahuje málo přesných dat vzhledem k nedostatku spolehlivých oficiálních dokumentů (obecní archiv v Borgu byl zničen při požáru). Doposud se nepodařilo stanovit přesné datum jeho narození, je uváděno mezi lety 1410 až 1420.
Narodil se v Borgo San Sepolcro jako Pietro di Benedetto dei Franceschi. Jeho otec Benedetto de' Franceschi byl obchodník, matka Romana di Perino da Monterchi pocházela z florentského a toskánského šlechtického rodu Francheschi. V Borgu prožil většinu svého života. Pro své rodné město vytvořil tři důležitá díla: polyptych Milosrdenství (1462), fresku Zmrtvýchvstání (asi 1460) a polyptych hlavního oltáře v San Agostino, který byl později rozdělen a desky umístěny v různých světových galeriích.  Častým objednavatelem Pierových maleb a jeho mecenášem byl urbinský vévoda Federigo de Montefeltro, pro jehož dvůr pracoval od konce čtyřicátých let 15. století. V Urbinu vznikly obrazy Bičování Krista nebo dvojportrét vévody a jeho ženy Battisty Sforzové s výmalbou na rubové straně. K jeho nejrozsáhlejším dochovaným pracím náleží výzdoba chóru v kostele Svatého Františka v Arezzu na objednávku místní rodiny Bacciů. Na fresce s námětem Legendy o kříži, spojující příběhy Starého a Nového zákona, pracoval několik let.  Piero hodně cestoval za zakázkami i do dalších měst ve středu a na severu Itálie, jako Ferrara, Řím, Rimini, Ancona, Perugia.
Piero della Francesca se v mládí zabýval matematikou, ale v patnácti letech se rozhodl stát malířem.  Malířské vzdělání získal ve florentské dílně Domenica Veneziana, kde působil jako jeho pomocník od roku 1439. Vytvořil si tam svůj rejstřík světlých, sluncem vybledlých barev. Za přirozený vzhled svých postav vděčil hlavně Masaciovi, s nímž se setkal během tamního pobytu. Vliv Leona Battisty Albertiho pravděpodobně přispěl k jeho zájmu o čistotu a ušlechtilou krásu. Je také znám jako první humanistický malíř quattrocenta. Dařilo se mu kombinovat spontánnost s vědeckými a systematickými zásadami tak, jak to nedokázal nikdo jiný před ním. Byl výborný matematik a své znalosti euklidovské geometrie využíval v umělecké tvorbě při promýšlení kompozice. Roku 1486 přišel o zrak a musel zanechat malování. Napsal tři spisy o matematice a perspektivě v malířství.
Svou závěť nadiktoval 5. července 1487 a o pět let později v rodném městě zemřel. 
K jeho žákům patřili pravděpodobně Luca Signorelli a Pietro Perugino ale i matematik Luca Pacioli. Franceskovou tvorbou byl ovlivněn Andrea Mantegna, ale také francouzský malíř 20. století Balthus.. Při svých geometrických konstrukcích ji znal Leonardo da Vinci. 

## Dílo

### Spisy
- De Prospectiva pingendi je třísvazkové dílo o základních geometrických pojmech, konstrukci těles a stavbě lidského těla.
- Trattato d'abaco je traktát o aritmetice ve službách umění.
- Libellus De quinque corporibus regolaribus popisuje konstrukce pravidelných těles, jejich vzájemné vztahy, přirovnává konstrukci lidského těla k mnohostěnu. [2]

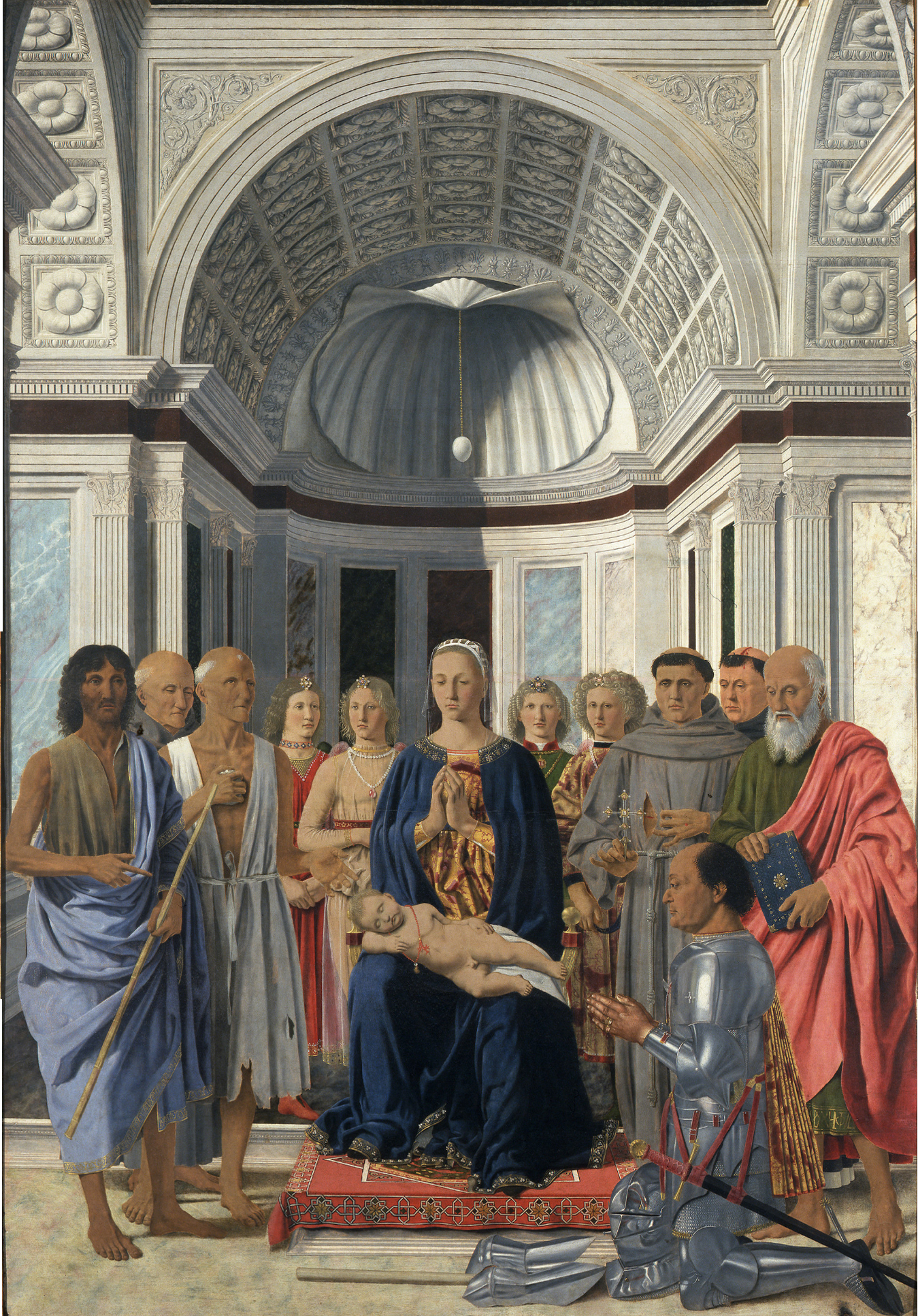
Piero della Francesca:Tzv. Madona Brera, Sacra conversazione, 1472–1474

- Piero’s Archimedes

### Malba
V jeho díle se projevuje smysl pro rovnováhu barev a světla, srozumitelné pojetí námětu a jasný řád. Rozvrh prostoru jeho kompozic proto působí neskutečně, postavy jsou toporné a nevrhají stín. Jako jeden z prvních v Itálii začal po vlámském vzoru používat jemné lazury. Osvojil si techniku olejových barev, ale ve větší míře stále používal starší techniku malby temperou na dřevěné desce s křídovým podkladem. Jako typický představitel rané renesance mistrovsky využíval lineární perspektivu spojení postav s architekturou a nezabýval se řešením hlubokých průhledů do krajiny. 
Některé jeho nástěnné malby byly zničeny při přestavbách budov, jež zdobily, například fresky v paláci vévody Borsa d’Este ve Ferraře nebo malby v papežském paláci v Římě. Z dochovaných děl jsou nejznámější:
- Kristův křest (~1445) – National Portrait Gallery, Londýn
- Bičování Krista (1445) – Galleria Nazionale delle Marche, Urbino
- Zvěstování (1455) – kostel sv. Františka, Arezzo
- Madona del Parto (1457–1460) – proslulá freska s těhotnou Marií mezi anděly, Musei civici madonna del parto, Monterchi[8]
- Legenda o Sv. Kříži (1452–1466) – cyklus fresek v kostele sv. Františka, Arezzo
- Svatý Julián (1455) – freska
- Zmrtvýchvstání (1465) – spící voják zobrazený zepředu je Francescův autoportrét; Museo civico di Sansepolcro, Sansepolcro
- Svatá Marie Magdaléna (1466) – freska, Arezzo
- Protějškové portréty urbinského vévodyFederica da Montefeltro a jeho manželky Battisty Sforzové (~1465–1470) – Galleria degli Uffizi, Florencie
- Herkules (1465) – Isabella Stewart Gardber Museum, Boston
- Polyptych s madonou a sv. Antonínem (1460–1470), Galleria nazionale Perugia
- Polyptych se sv. Augustinem (1460–1469), rozdělen, jednotlivé desky má: Národní galerie, Londýn, Frick Collection, New York, Museo Poldi Pezzoli Milán, Museu Nacional de Arte Antiga Lisabon a Národní galerie Washington
- Sacra conversazione s klečícím Federicem da Montefeltro (1472–1474) – Galerie Pinacoteca di Brera, Milán

### Galerie

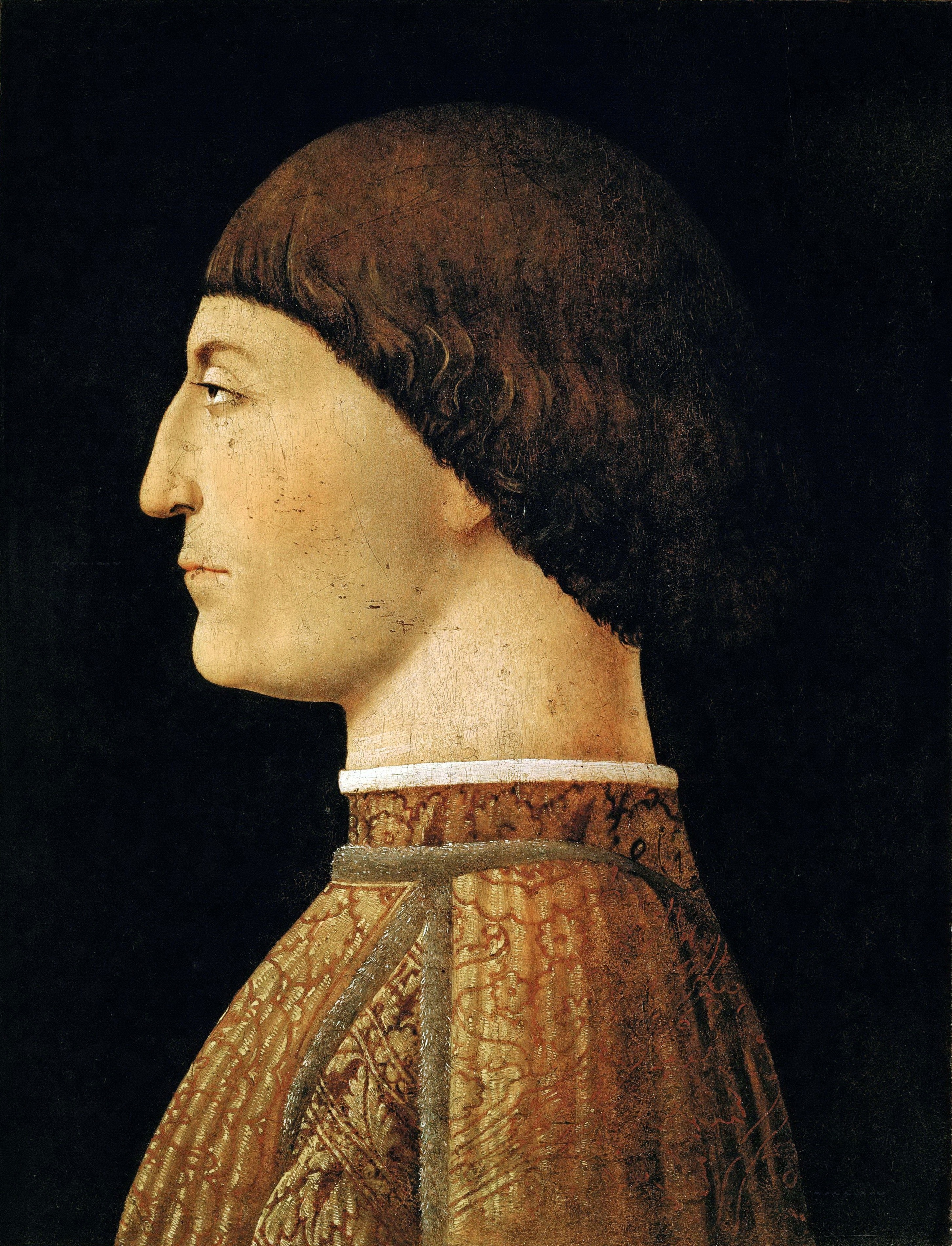
Portrét Zikmunda Malatesty (1451)
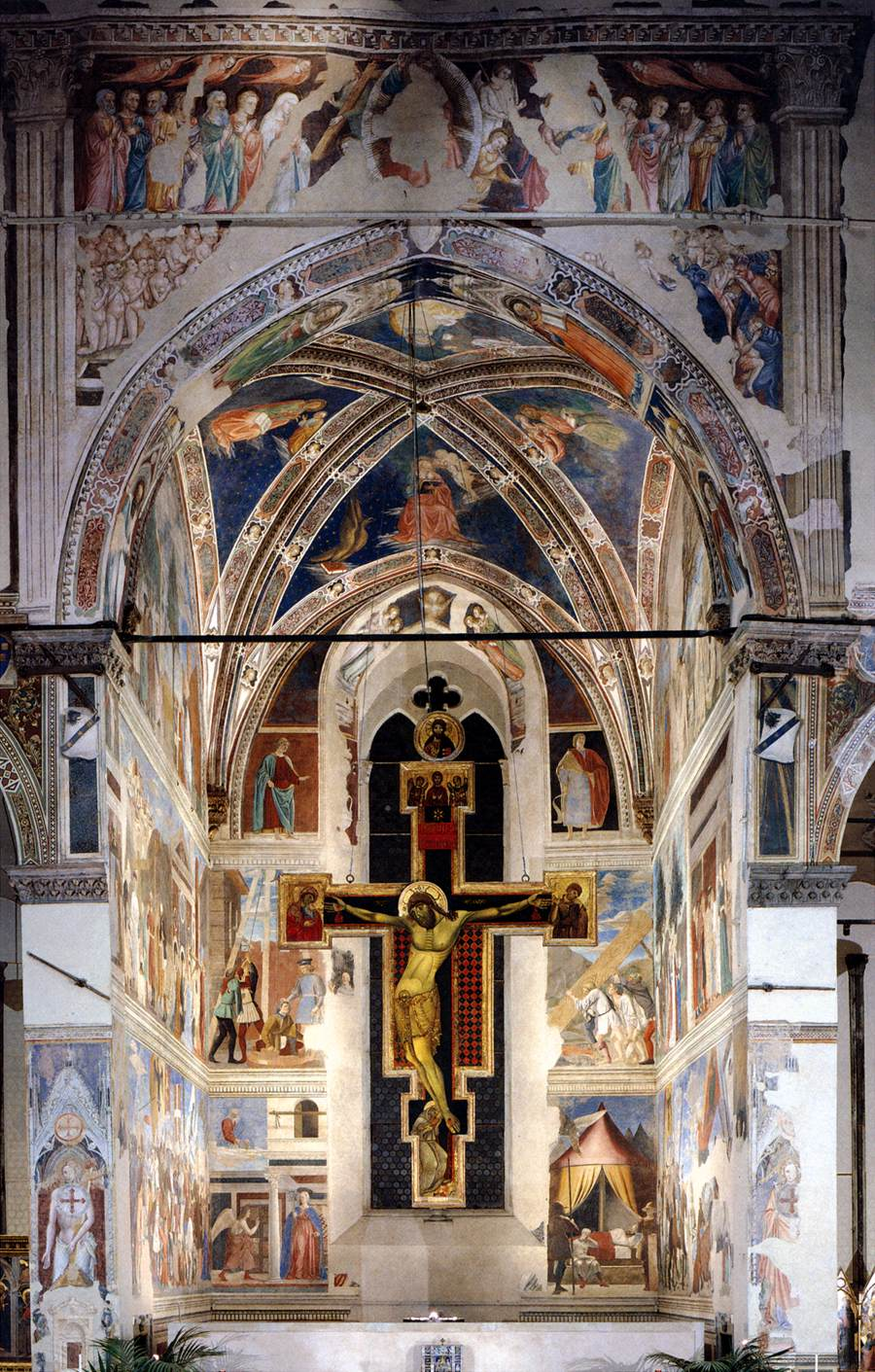
Fresky v Arezzu, Capella Maggiore (1452–1466)
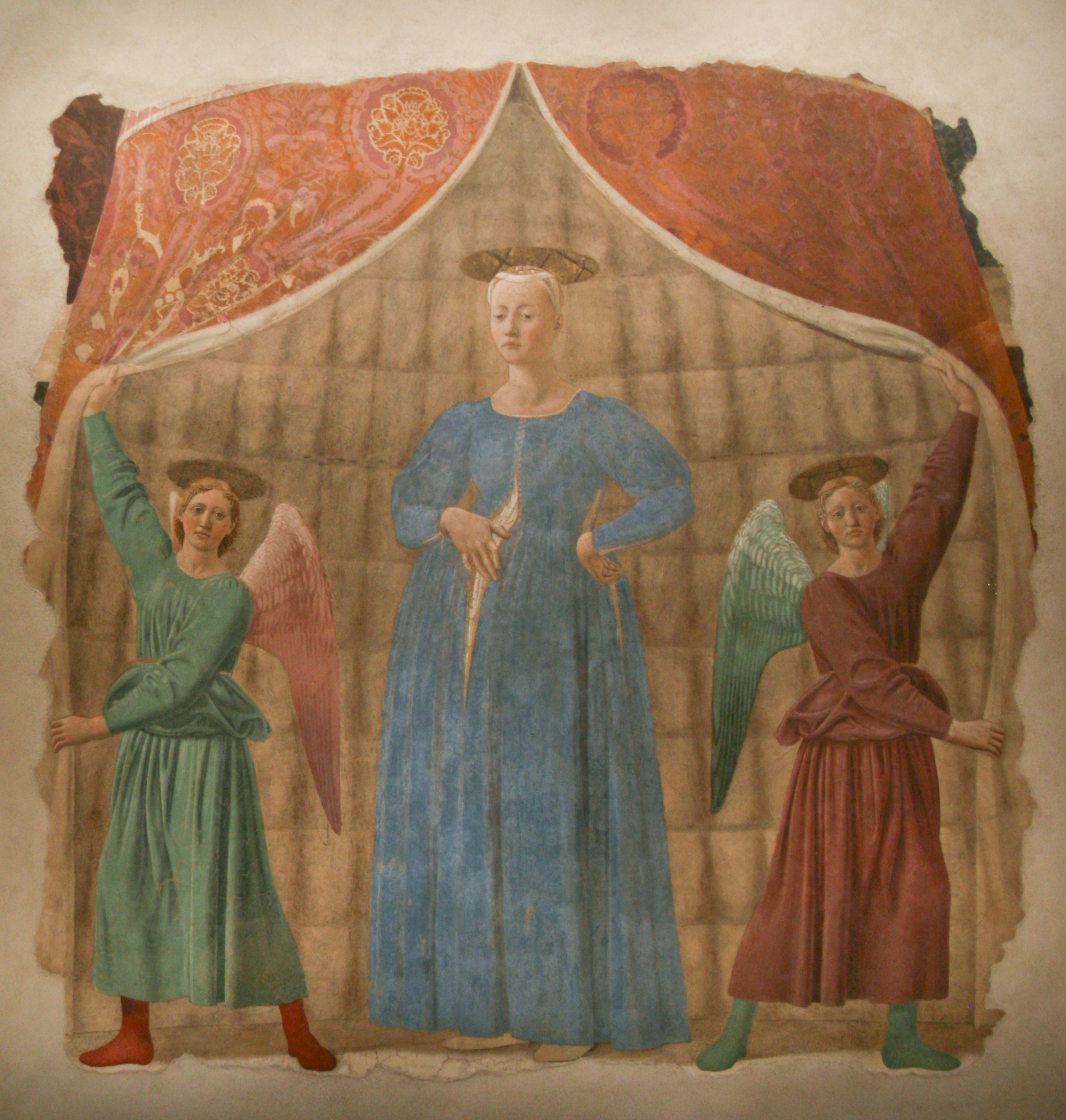
Madonna del parto (1457–1460)
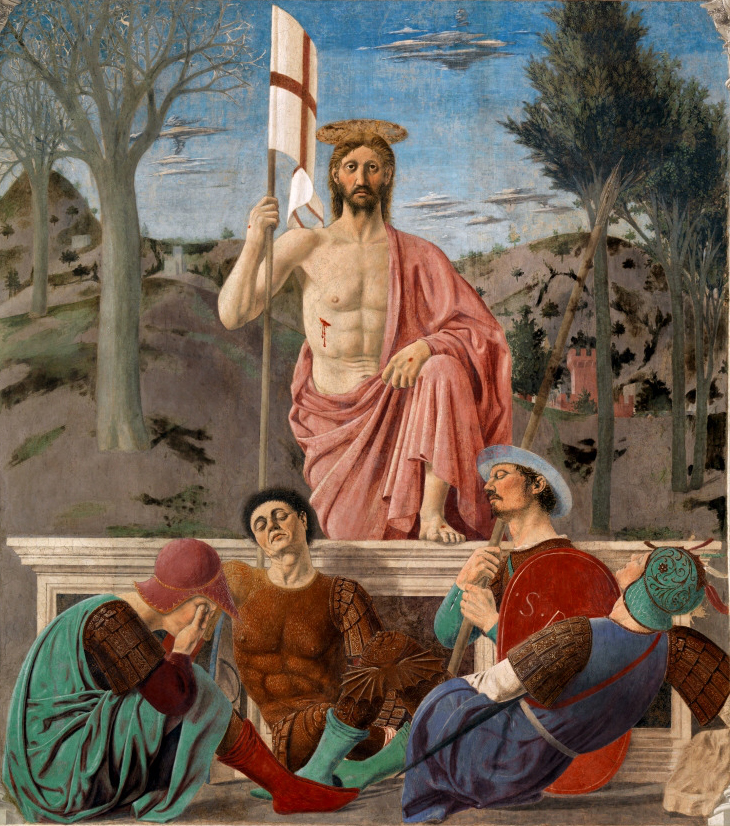
Zmrtvýchvstání (1463)
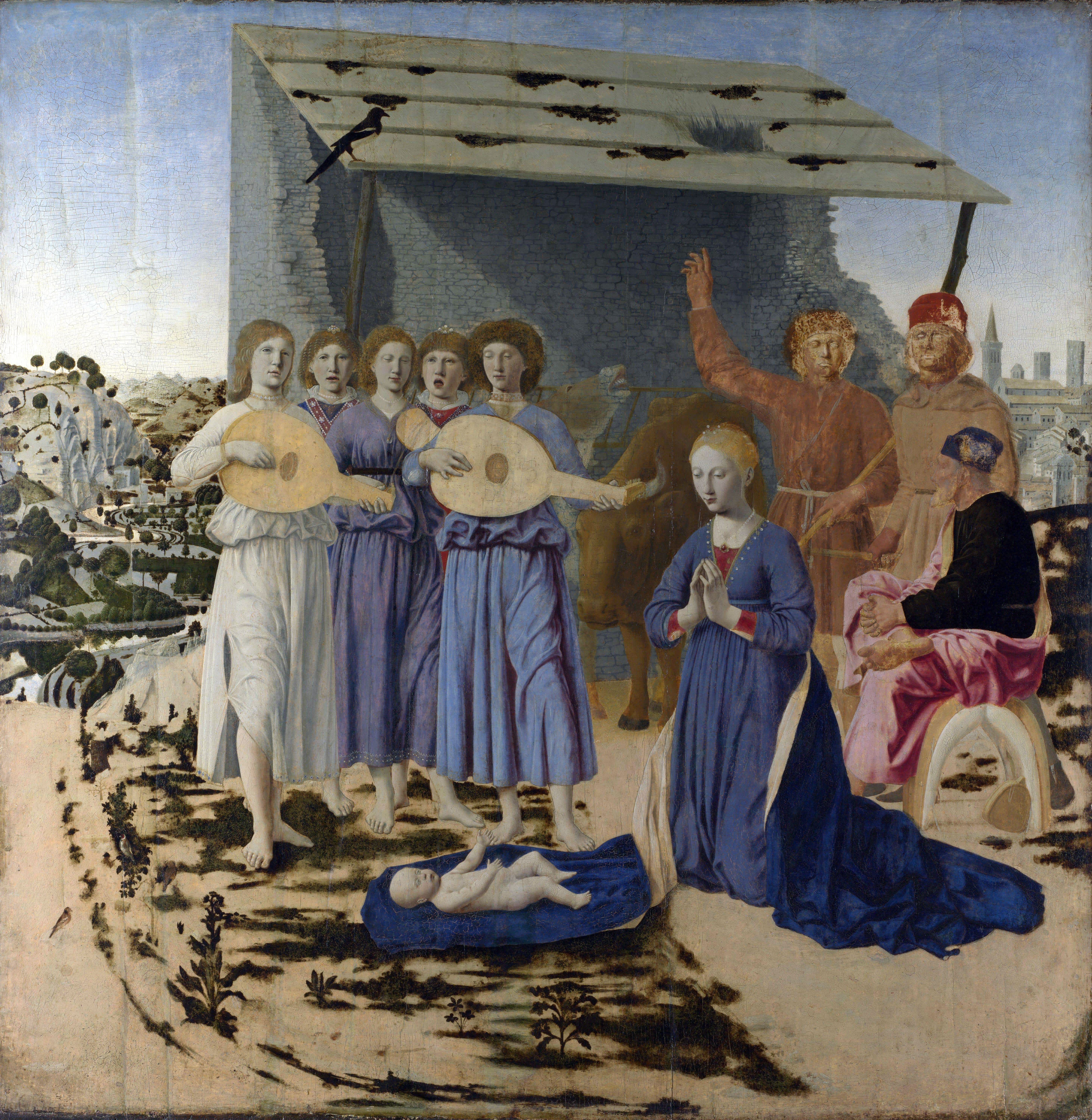
Narození Páně (1460–1475)
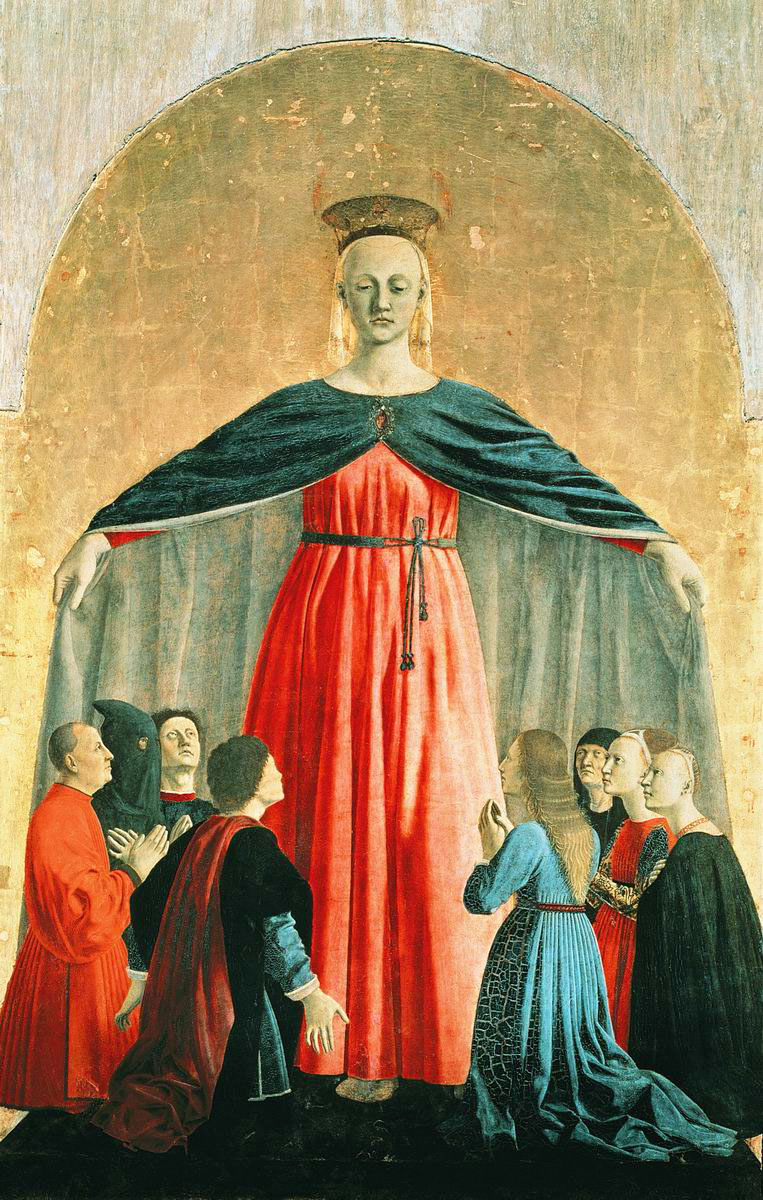
Madona milosrdenství
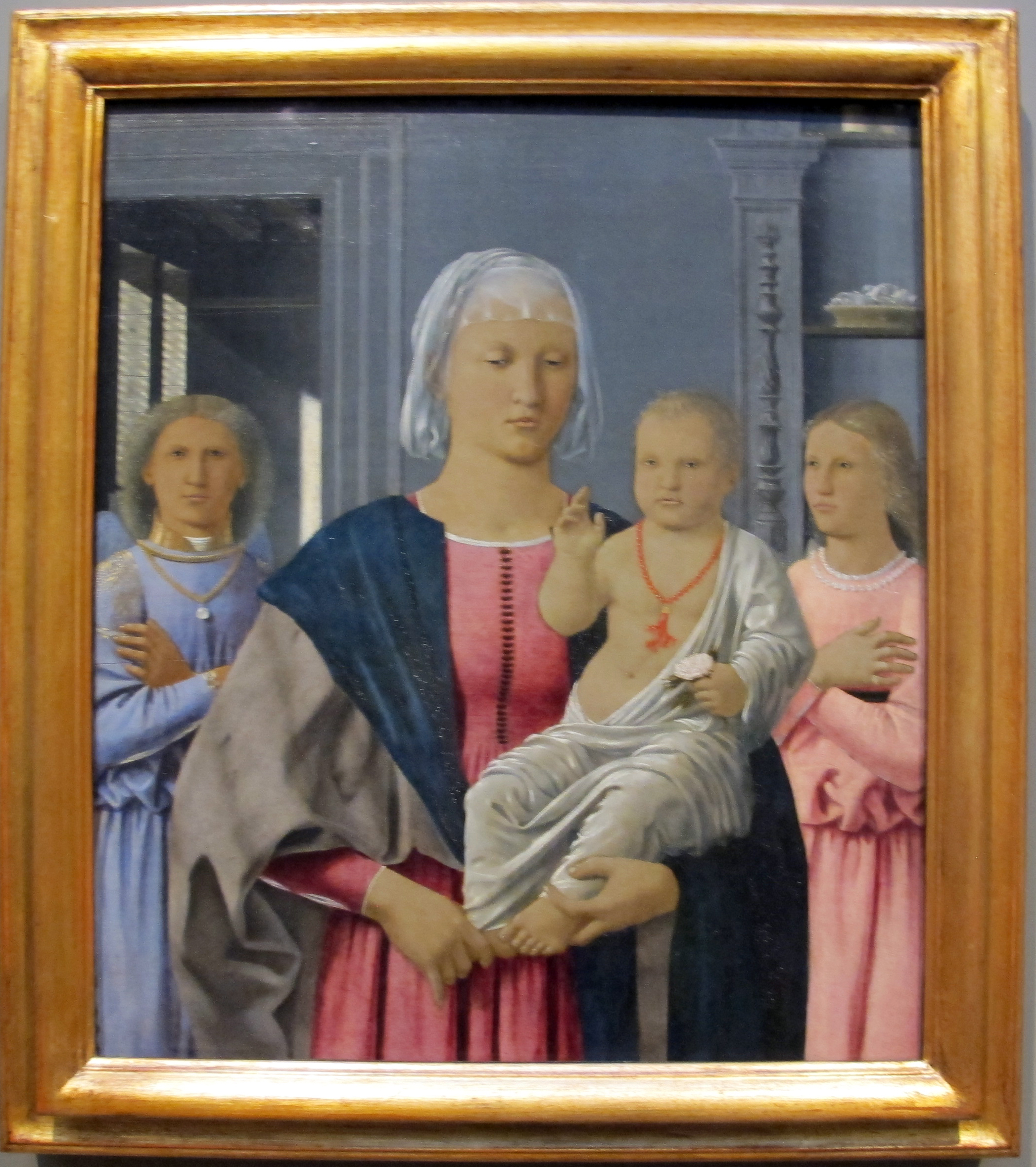
Madona di Senigallia (1470–1485)
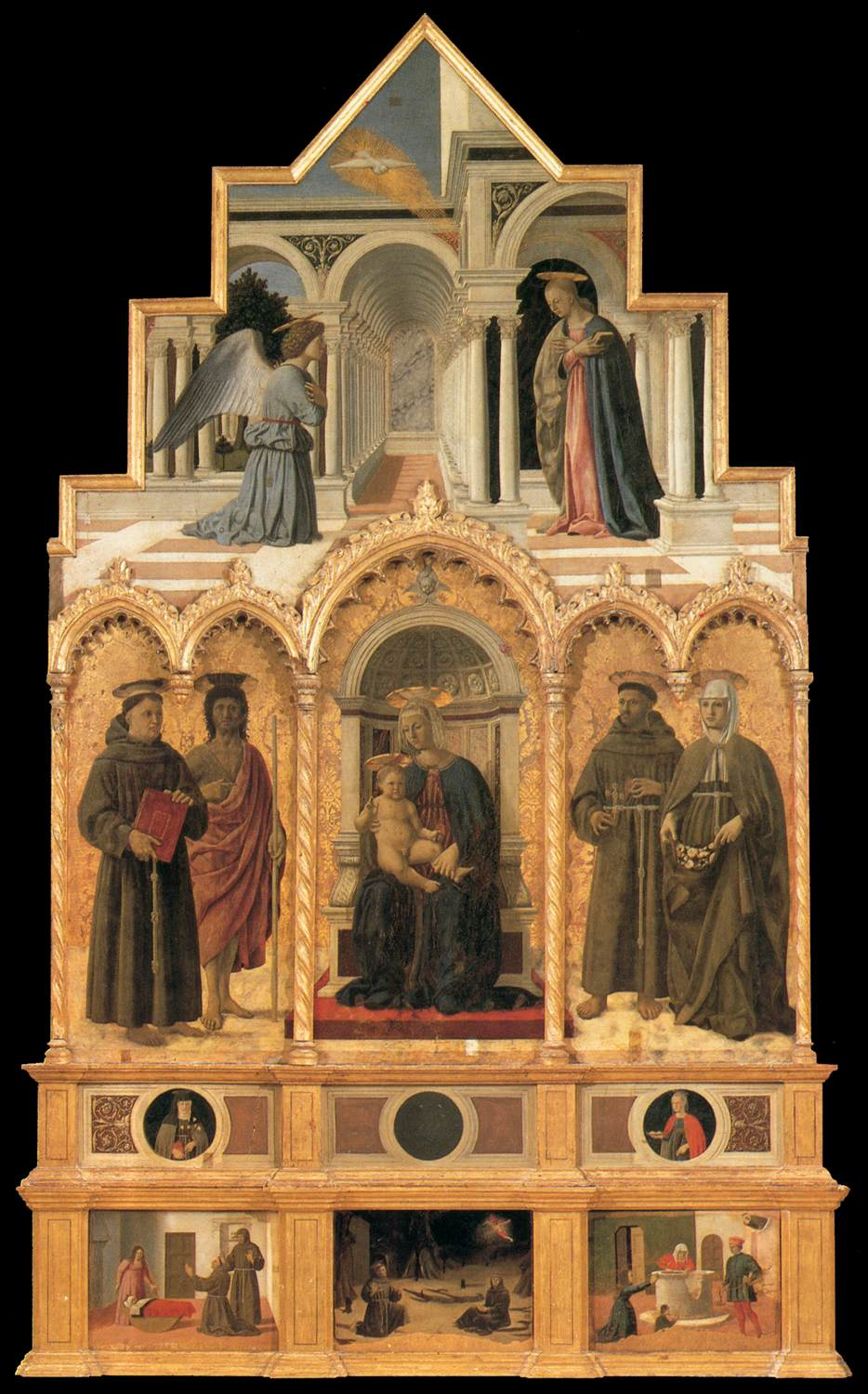
Polyptych se sv. Antonínem (kolem 1470)